# Мыза

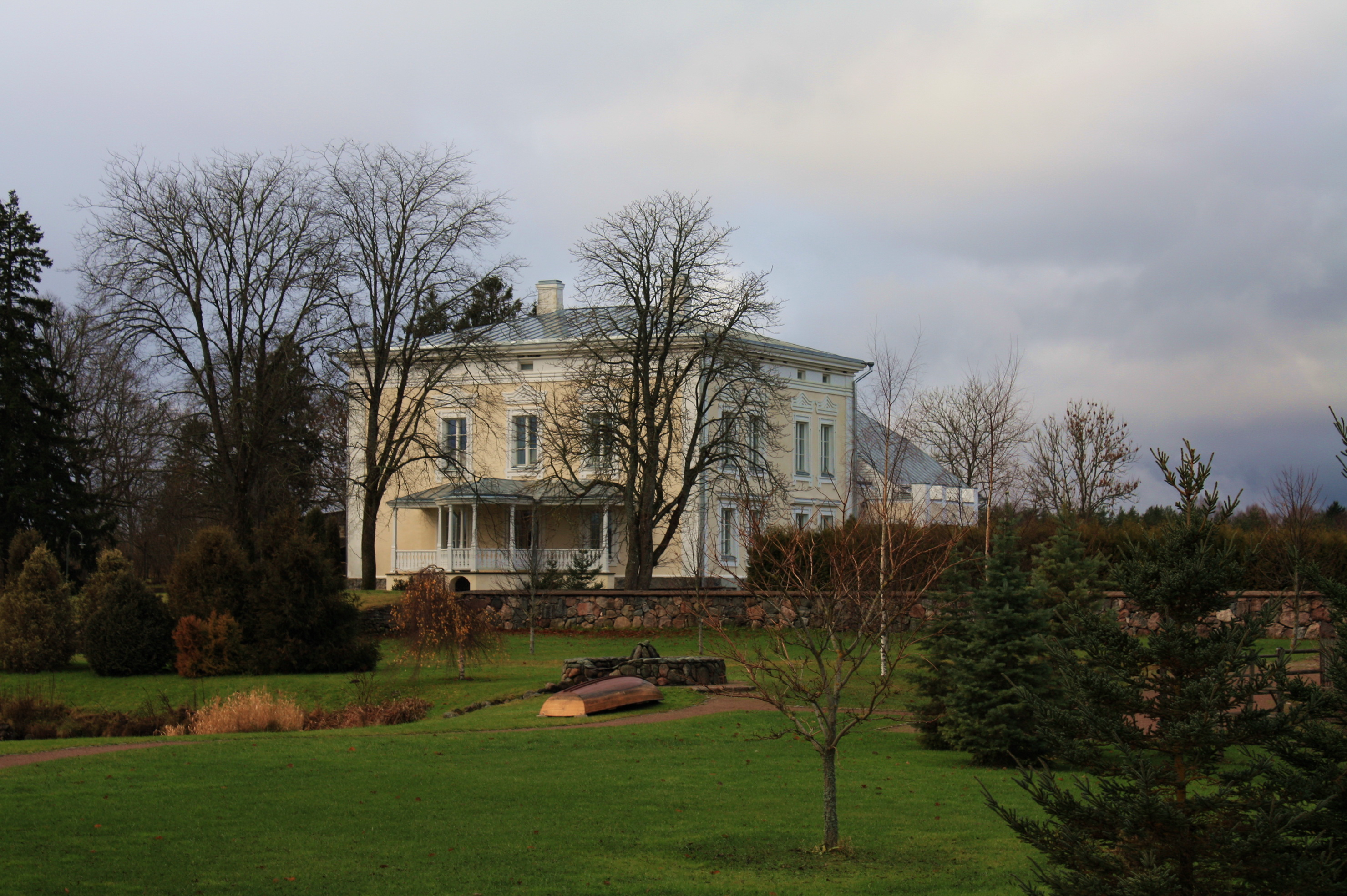
Мыза Грос-Саус, Эстония

Мы́за (эст. mõis, фин. moisio, латыш. muiža) — в Эстонии, Латвии, Ингерманландии, Санкт-Петербургской и Псковской губерниях — отдельно стоящая усадьба и прилежащие к ней территории (хозяйство, поместье)

## Терминология
В России термин относился к петербургскому говору и употреблялся преимущественно в центральной, западной и юго-западной частях Петербургской губернии (Ленинградской области) — бывшей территории Ингерманландии. В настоящее время в России является устаревшим, но широко используется в Эстонии.
Синонимом мызы было немецкое слово «hof» (двор, хозяйство): Стрелина мыза — Стрелингоф, Дудорова мыза — Дудергоф, мыза Мууга — Мюнкенхоф.
В XVI—XVIII веках мызами назывались обособленные помещичьи усадьбы с принадлежавшими им сельскохозяйственными постройками, служившие основой административно-территориального деления Ингерманландии. Доминантой мызы был, как правило, двухэтажный господский дом с балконом и мансардой. Также на территории мызы располагался каретник, скотный двор, амбары, дом управляющего. При мызе обязательно был сад или парк с прудом. Владелец мызы именовался мызником. Мызником также могли называть управляющего мызой, в его ведении находились конюх, ключник и огородник (садовник). Площадь мызы могла достигать 390 км², что соизмеримо с площадью такого небольшого острова, как Мальта. Соотношение пахотных земель к лесу в мызе могло быть 1:7.
Наиболее известные мызы на территории России:
- Сарская мыза, позже — Царское Село, ныне город Пушкин;
- Ропшинская мыза;
- Гатчинская мыза;
- мыза Стрельна;
- мыза Пелла;
- мыза Сиворицы (ныне — село Никольское);
- Парголовская мыза[10];
- мыза Вартемяки[11];
- мыза Рябово.

В Беларуси мызой назывались дача, хутор; усадьба с сельскохозяйственными постройками, стоящая отдельно от населённого пункта; местечко, имение, деревня, принадлежащая одному помещику.

## Мызы в странах Балтии
Завоёвывая Прибалтику, крупные феодалы — магистр Ордена и епископ — раздавали земли рыцарям и священникам в ленное пользование, делая из них своих вассалов. С 1240-х годов феодалы, ранее жившие в укреплённых городах, перебрались на свои ленные земли, отбирая под барскую запашку и часть крестьянских наделов. Таким образом складывалось хозяйство феодала, и его имение стали называть мызой.

### Галерея

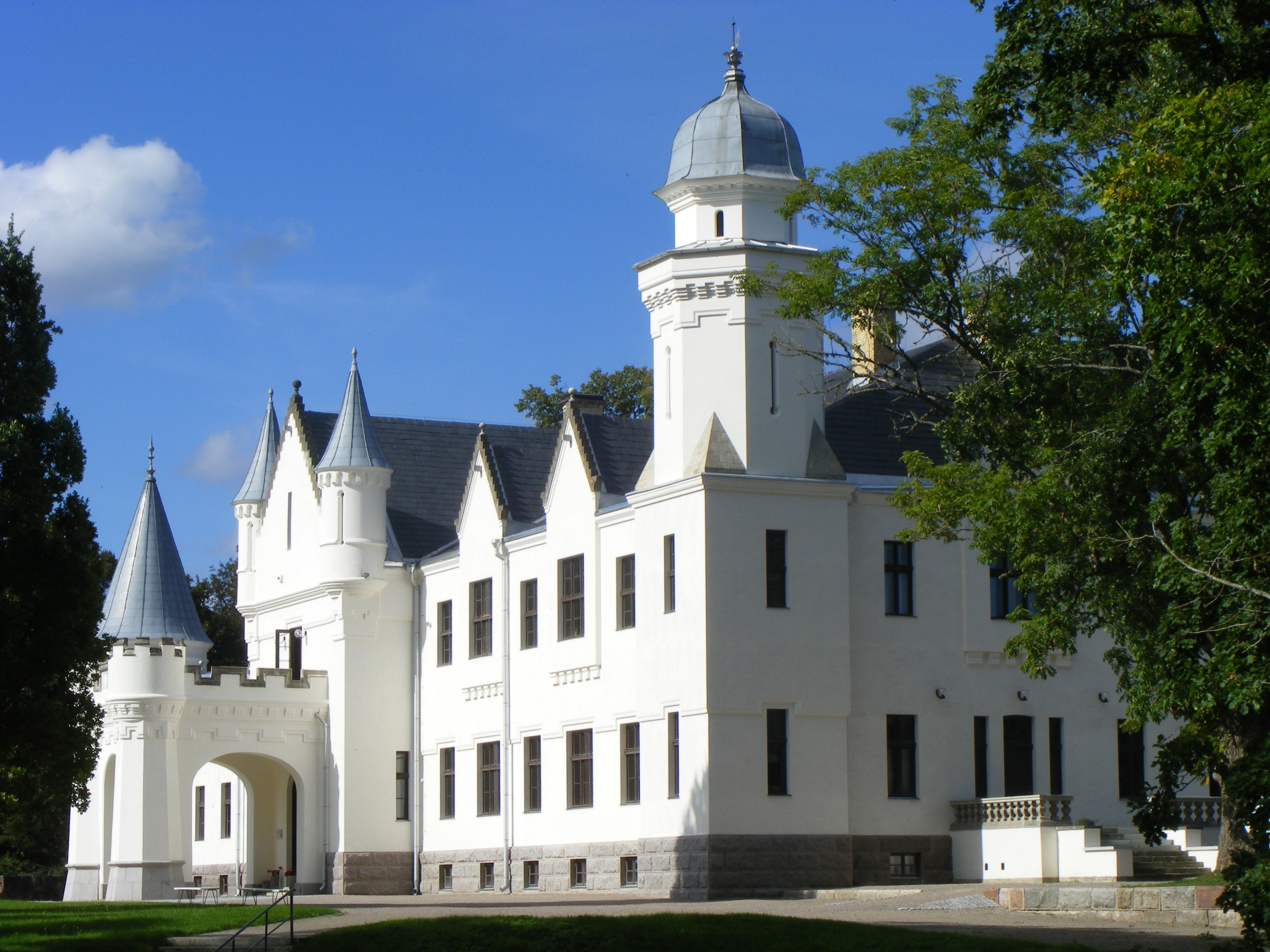
Замок-мыза Алацкиви (Алатскиви)
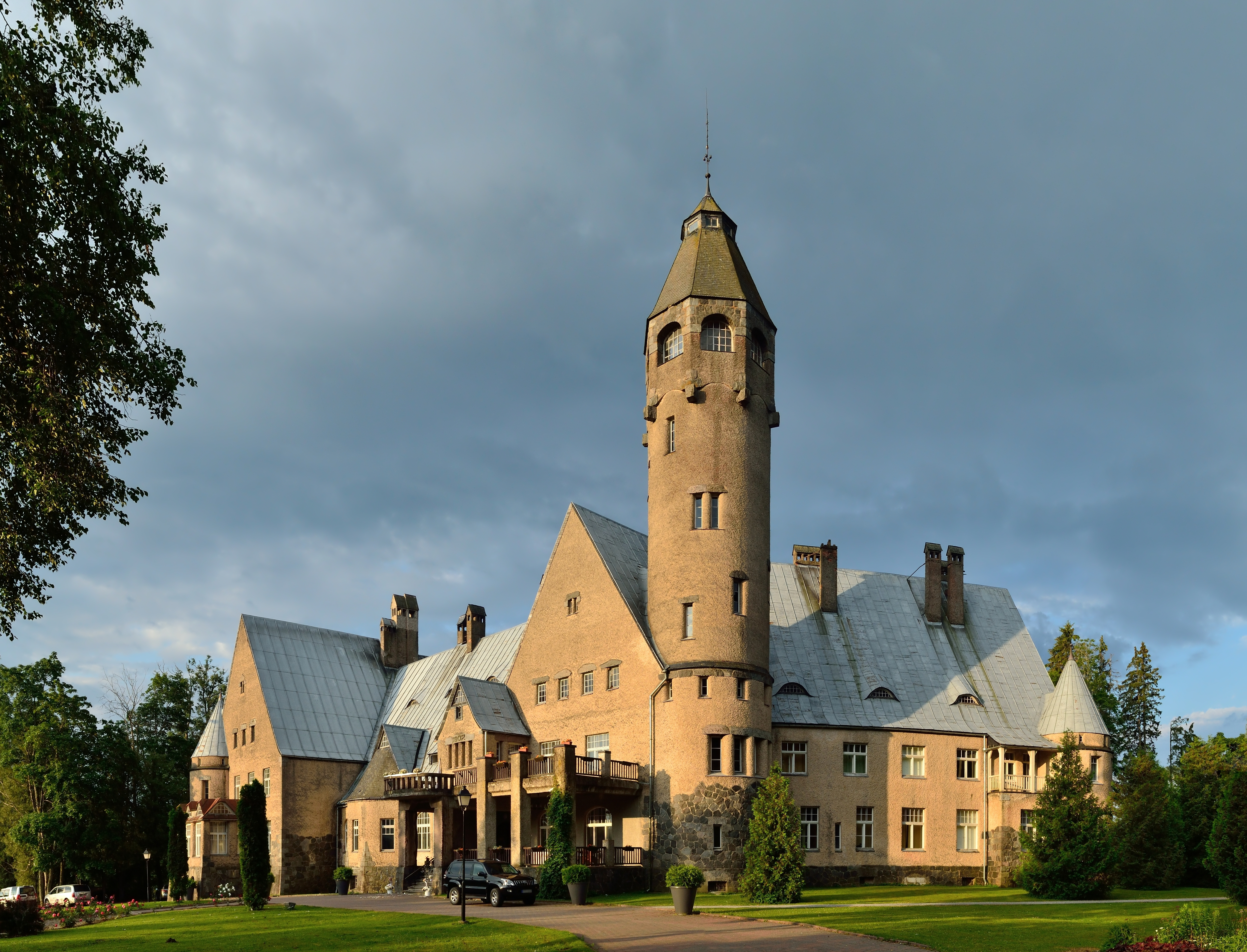
Мыза Вагенкюль (Таагепера)
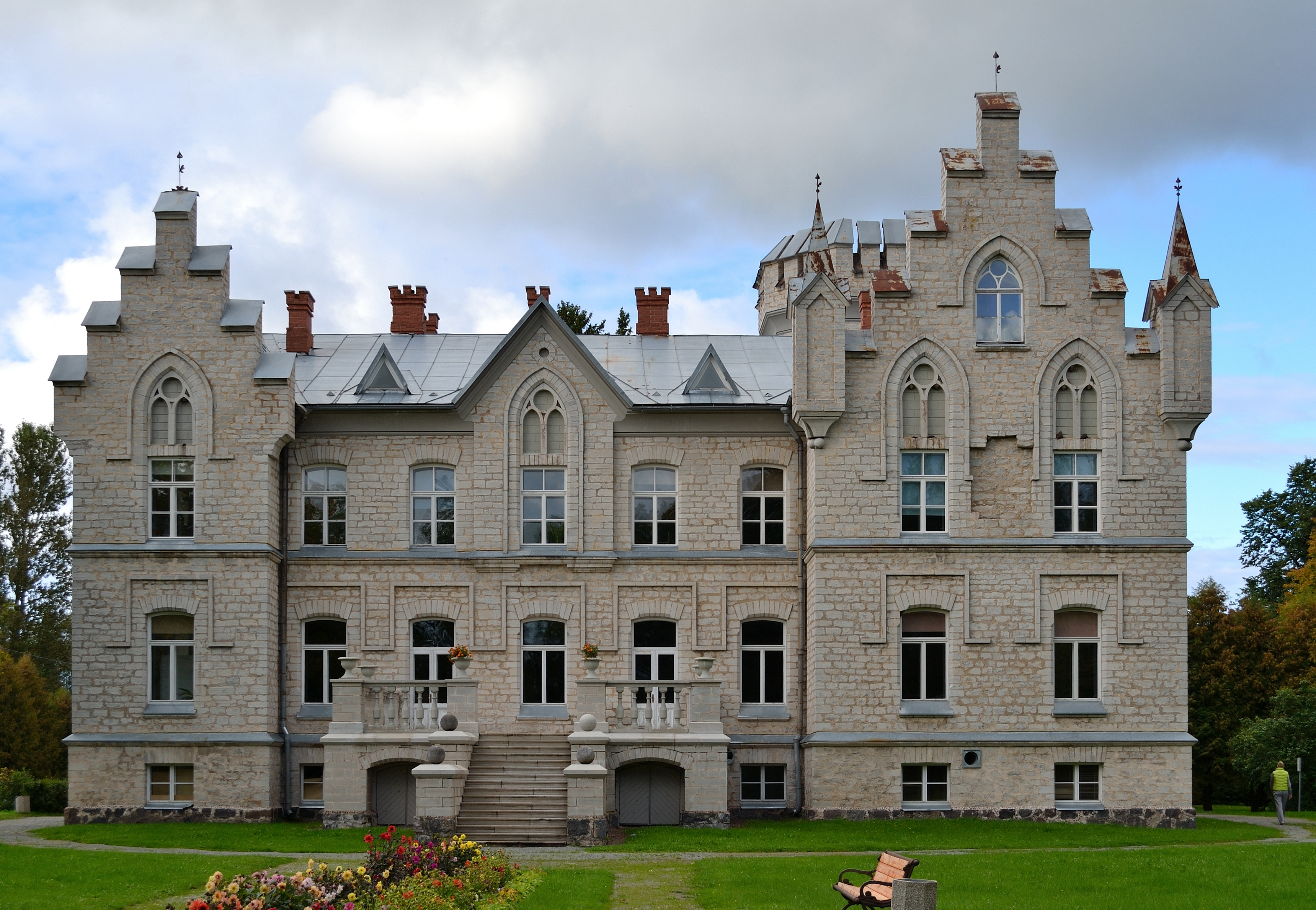
Мыза Вазалем (Вазалемма)
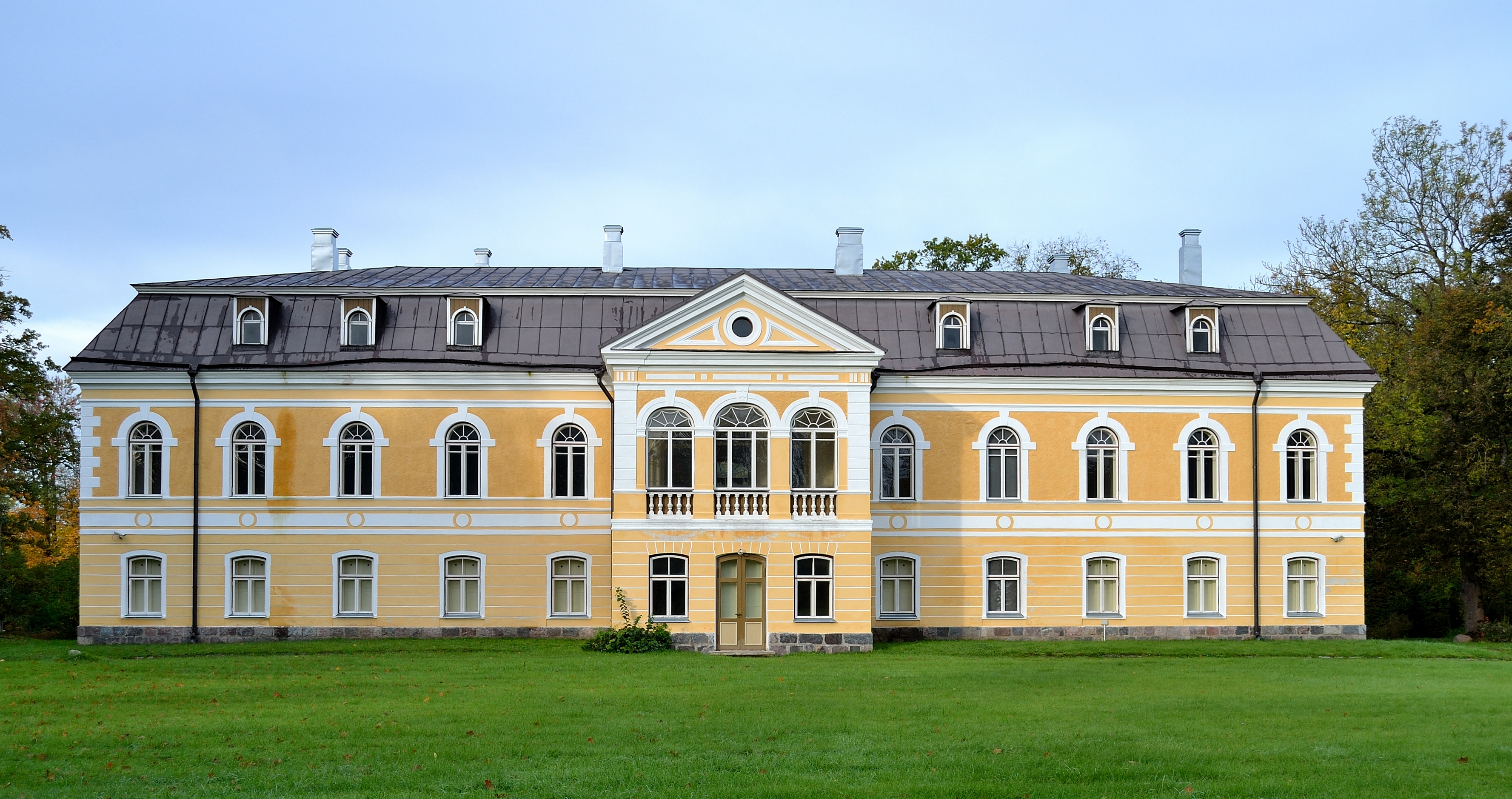
Мыза Кехтель (Кехтна)
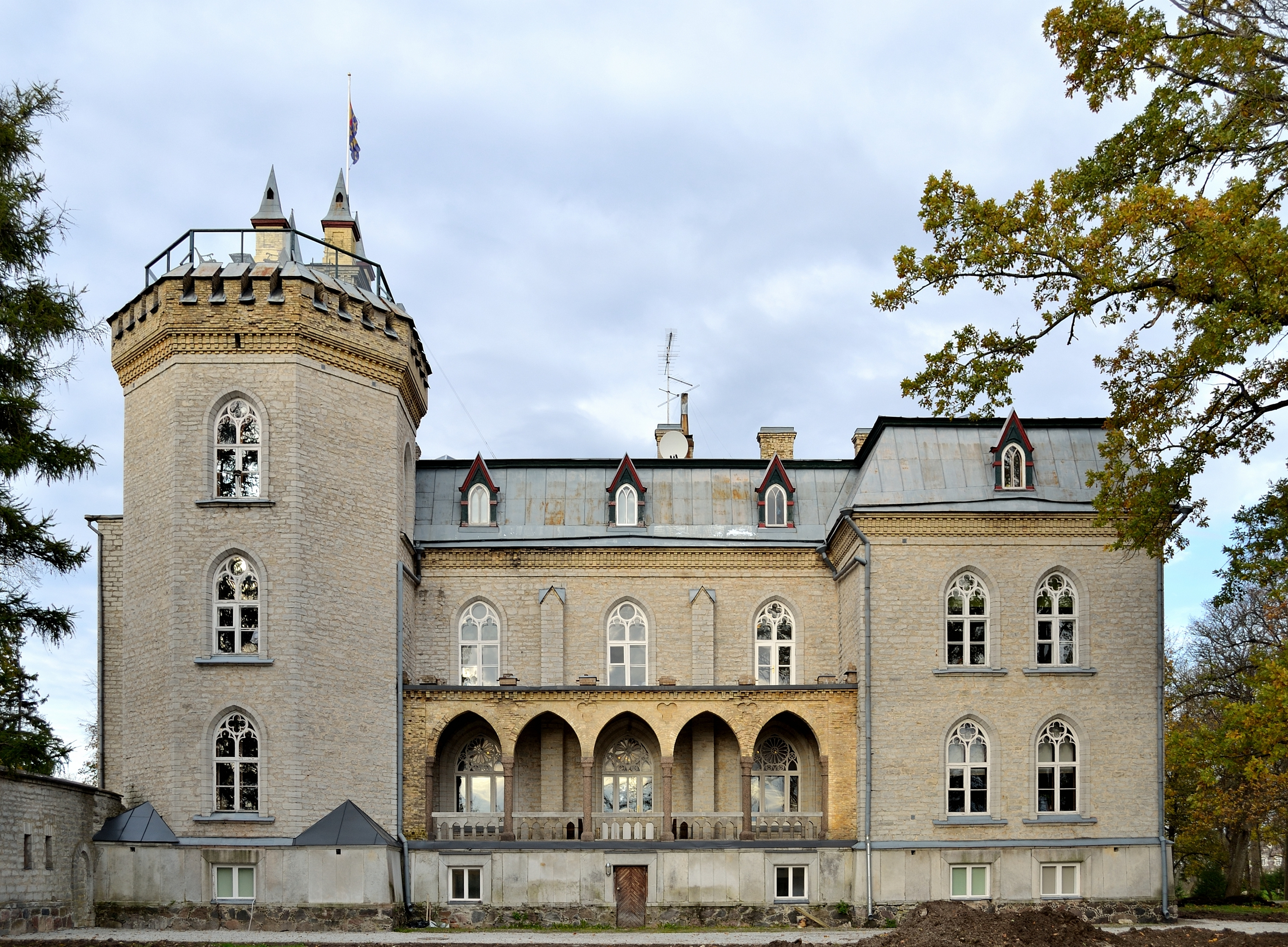
Мыза Лайц (Лайтсе)
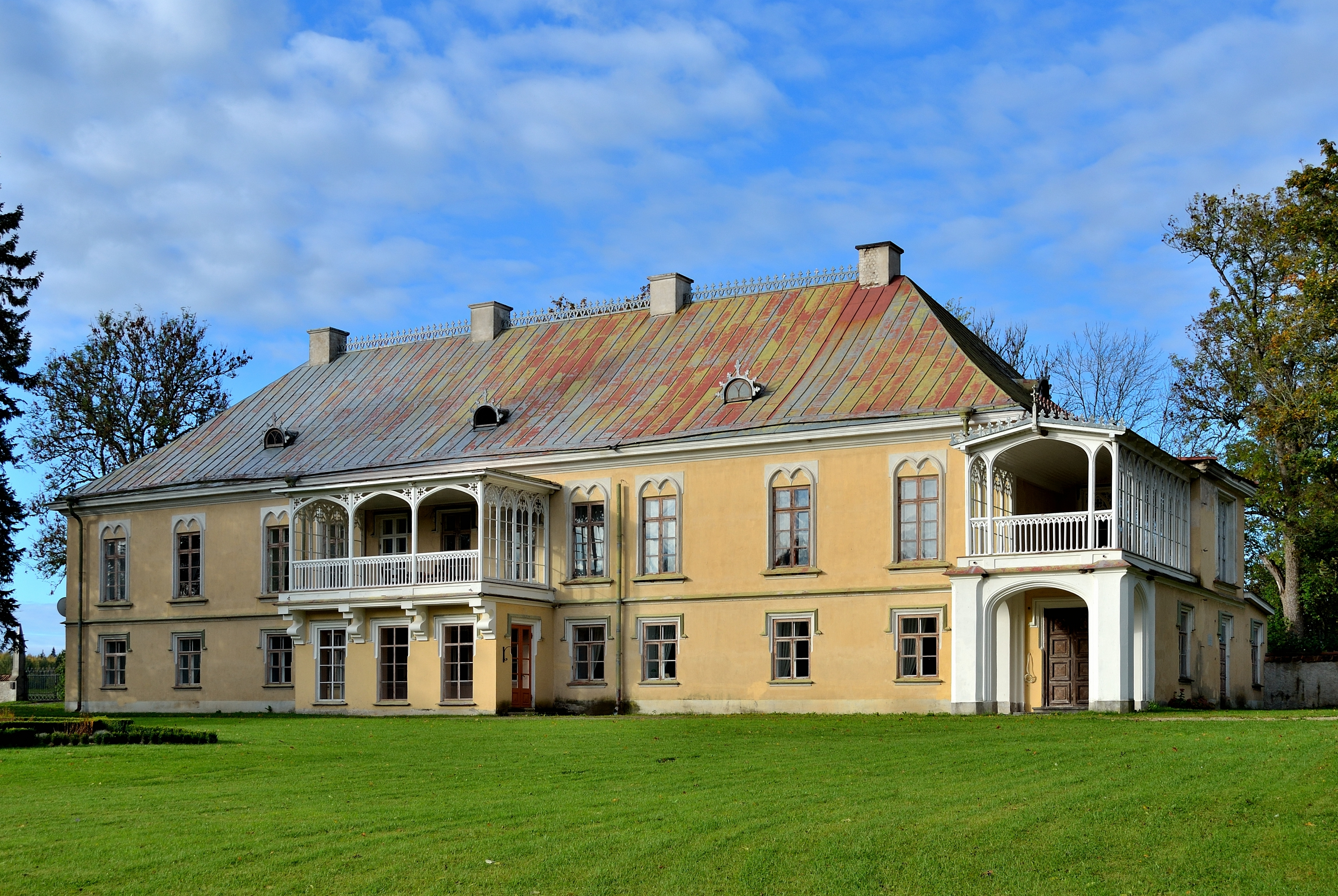
Мыза Лоаль (Лоху)
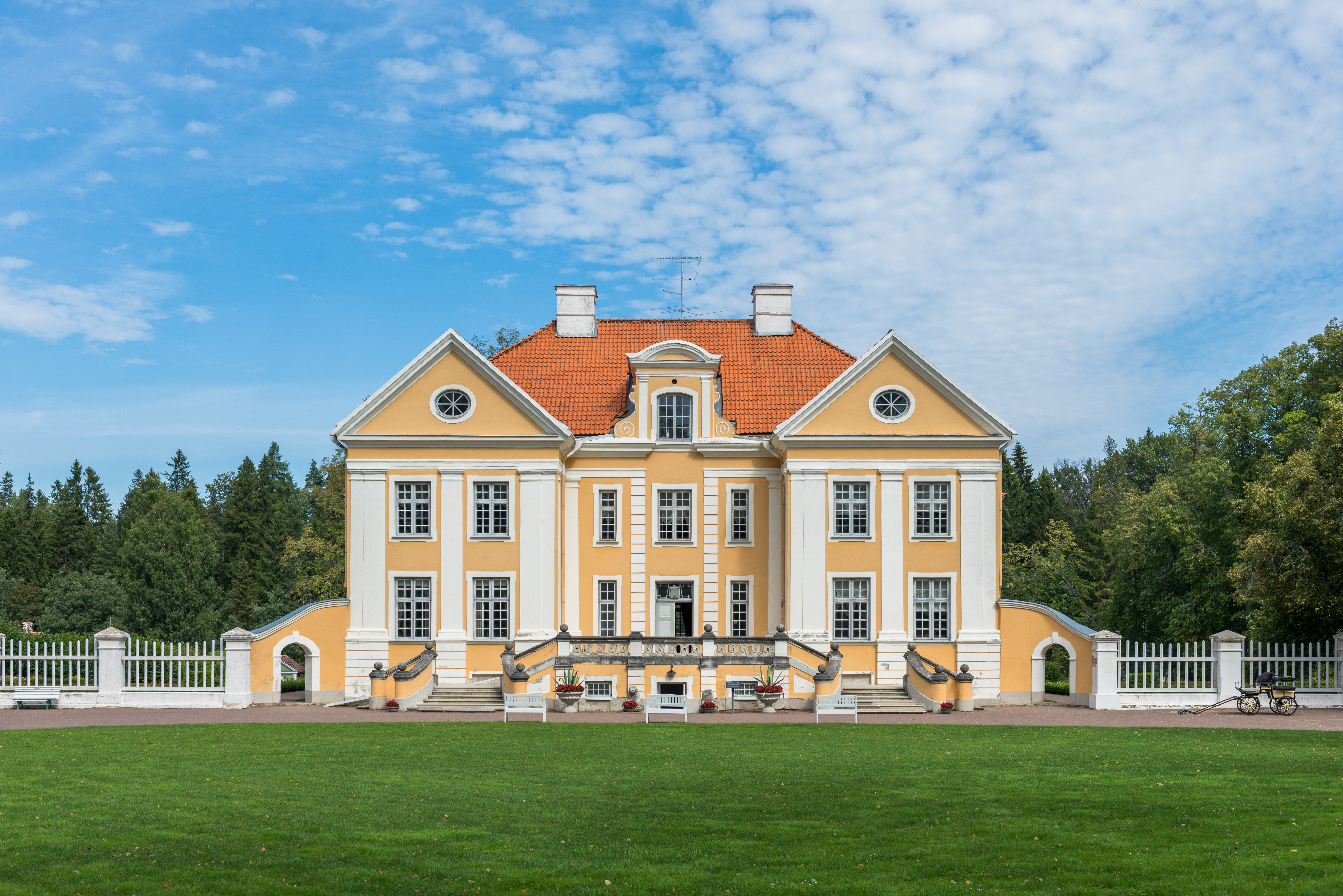
Мыза Пальмс (Палмсе)
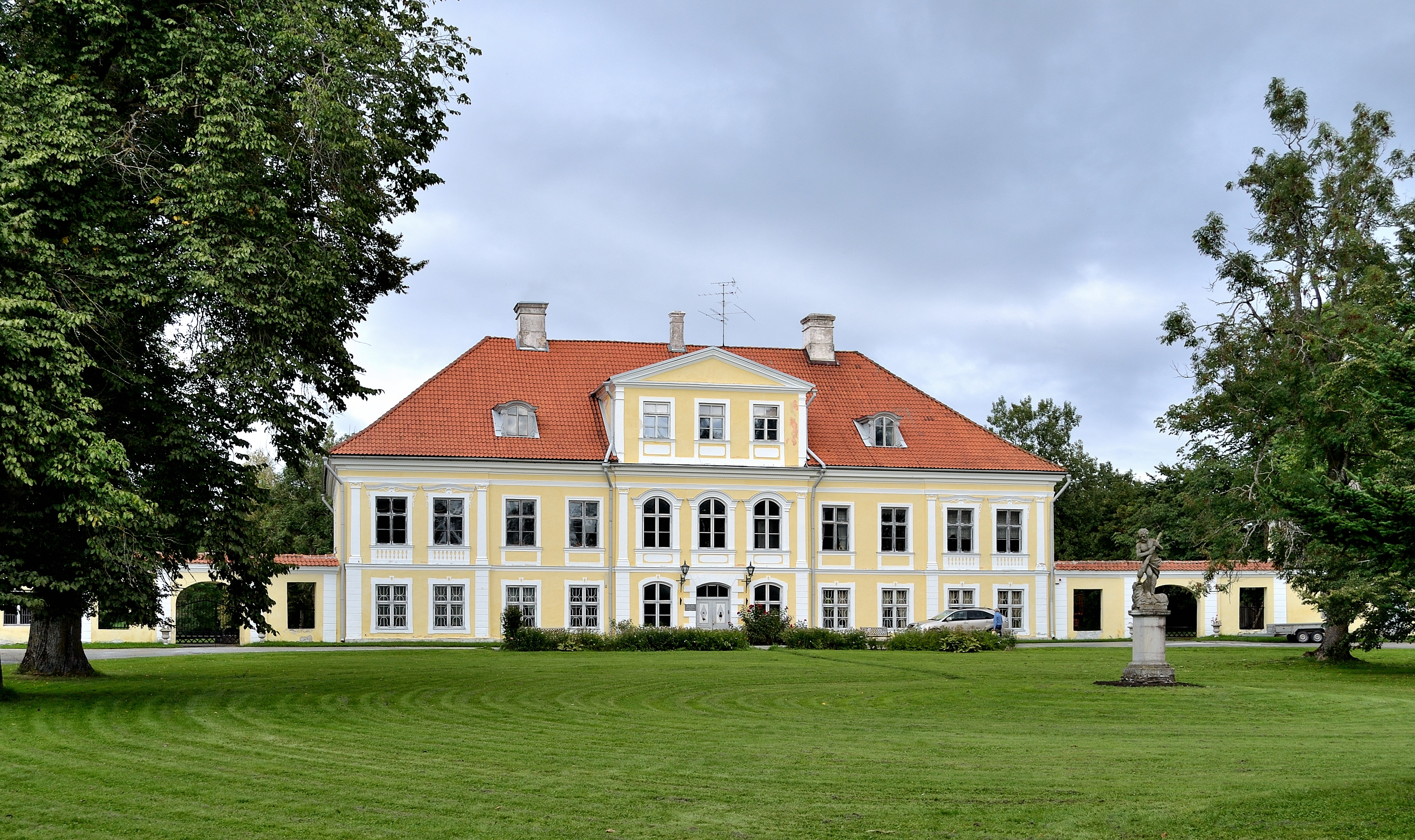
Мыза Фридрихсгоф (Сауэ)
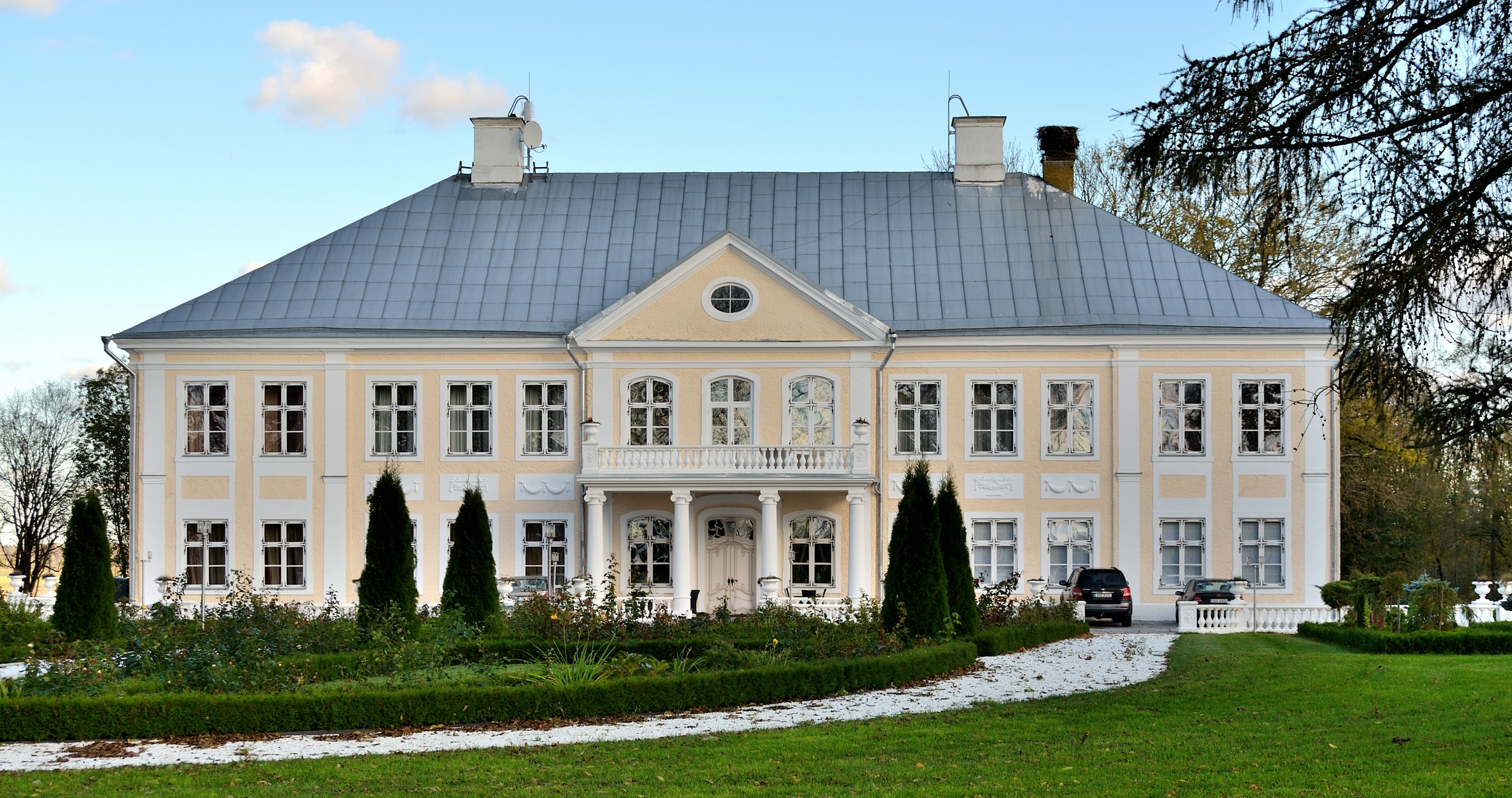
Мыза Эссемягги (Ээсмяэ)
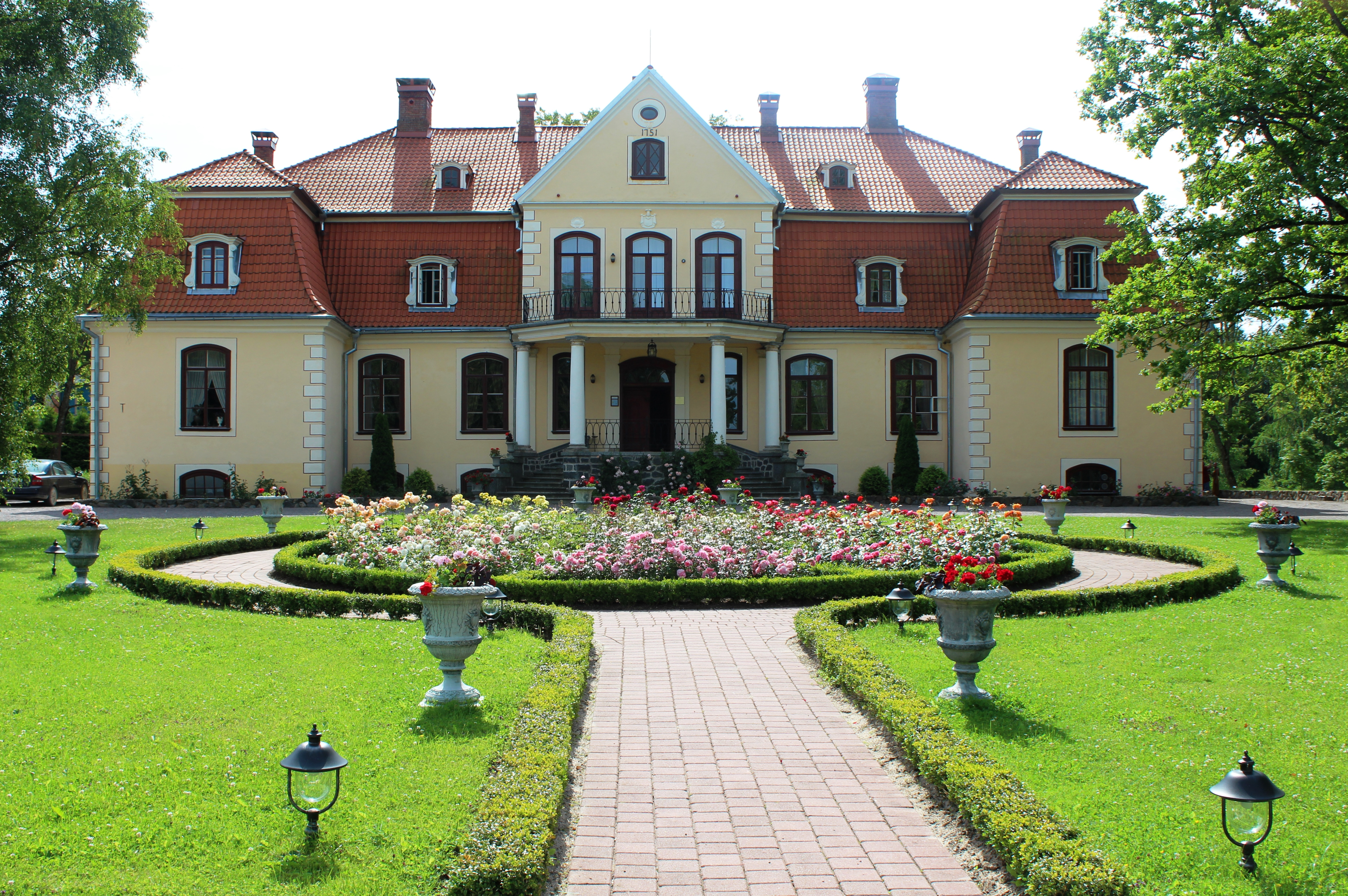
Мыза Пернигель (Лиепупе)[латыш.]
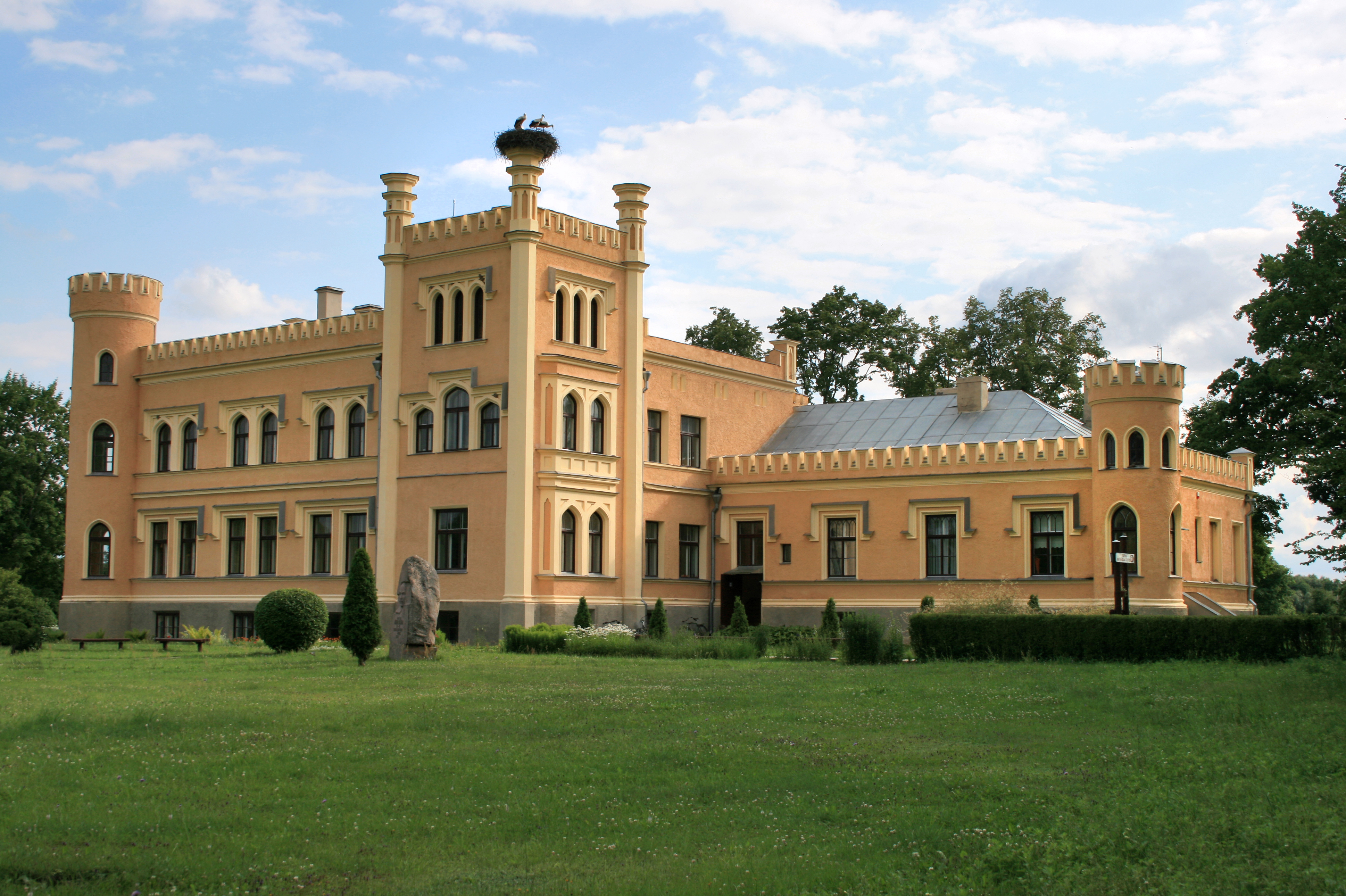
Мыза Гарсен (Гарсене)[латыш.]
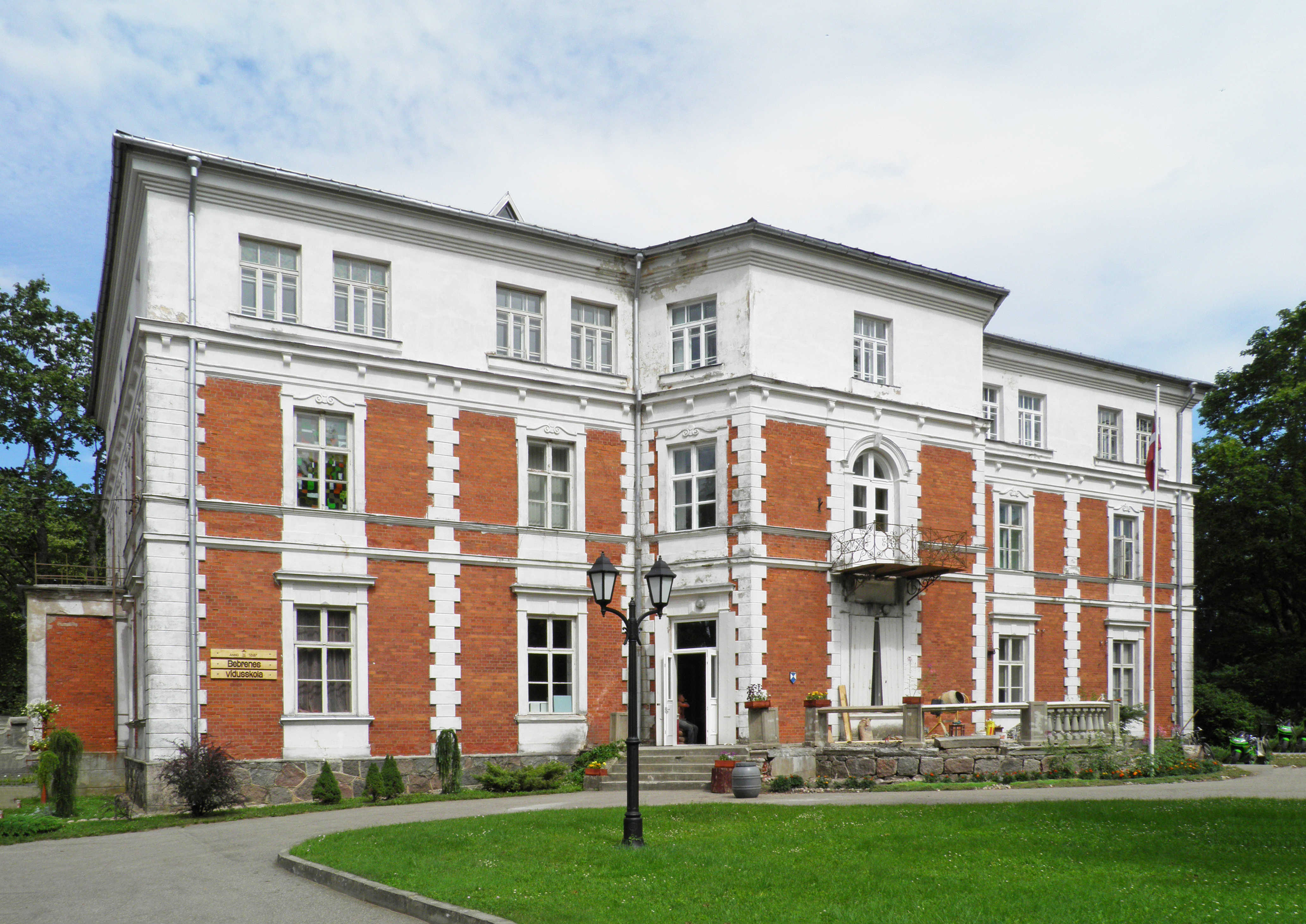
Мыза Беверн (Бебрене)[латыш.]